# (31704) 1999 JZ44
1999 JZ44 (asteroide 31704) é um asteroide da cintura principal. Possui uma excentricidade de 0.16231230 e uma inclinação de 16.43680º.
Este asteroide foi descoberto no dia 10 de maio de 1999 por LINEAR em Socorro.